# Социалистическое отечество в опасности!
«Социалистическое отечество в опасности!» — название декрета (в советской историографии — «декрет-воззвание») СНК РСФСР, изданного в связи с начавшимся 18 февраля 1918 года германским наступлением (см. также Комитет революционной обороны Петрограда, Брестский мир). В советское время утверждалось, что данный документ был написан председателем Совнаркома В. И. Лениным, принят 21 февраля и опубликован 22 февраля. Однако современные исследователи отдают авторство декрета Л. Д. Троцкому. Сам революционер также утверждал, что именно он написал проект декрета. Один из последних российских и советских государственных актов, написанных на дореформенной орфографии.
В декрете требовалось от «Советов и революционных организаций» «защищать каждую позицию до последней капли крови», уничтожать продовольственные запасы, которые могли бы попасть «в руки врага». Железнодорожникам предписывалось уводить на восток страны подвижной состав, при отступлении уничтожать пути и железнодорожные здания. Также объявлялась мобилизация рабочих и крестьян для рытья окопов. Пунктом 7 декрета предписывалось закрывать «…издания, противодействующие делу революционной обороны и становящиеся на сторону немецкой буржуазии, а также стремящиеся использовать нашествие империалистических полчищ в целях свержения Советской власти… Работоспособные редакторы и сотрудники этих изданий мобилизуются для рытья окопов и других оборонительных работ».
На основании декрета назначенный большевиками Верховным главнокомандующим Н. В. Крыленко подписал 21 февраля 1918 приказ о «революционной мобилизации».
Ричард Пайпс в своей фундаментальной работе «Большевики в борьбе за власть» обращает внимание на последние пункты декрета. Пункт 6 предусматривал мобилизацию на рытьё окопов «под присмотром красногвардейцев» «всех работоспособных членов буржуазного класса, мужчин и женщин» под страхом расстрела. По мнению исследователя, «отсюда пошла практика принудительного труда, которая впоследствии применялась к миллионам граждан страны».
Пункт 8 декрета объявлял:

Неприятельские агенты, спекулянты, громилы, хулиганы, контрреволюционные агитаторы, германские шпионы расстреливаются на месте преступления.

Ричард Пайпс обращает внимание, что пункт 8, таким образом, легализовал массовые расстрелы на месте безо всякого суда и следствия, открыв «эпоху коммунистического террора». Само проведение этих расстрелов было возложено на ВЧК, 23 февраля уведомившую население о том, что «контрреволюционеры» будут «беспощадно расстреливаться отрядами комиссии на месте преступления».
Кроме того, сами подлежавшие расстрелам лица были определены Лениным крайне расплывчато и расширительно, что сразу вызвало протесты левых эсеров, особенно наркомюста И. З. Штейнберга. Сам нарком позже вспоминал:

Было трудно спорить об этом с Лениным, и вскоре наша дискуссия зашла в тупик. Мы обсуждали огромный террористический потенциал этой суровой полицейской меры. Ленина возмущало, что я возражаю против неё во имя революционной справедливости и правосудия. В конце концов я воскликнул раздражённо: «Зачем тогда нам вообще комиссариат юстиции? Давайте назовём его честно комиссариат социального истребления, и дело с концом!» Лицо Ленина внезапно просветлело, и он ответил: «Хорошо сказано<…> именно так и надо бы его назвать <…>, но мы не можем сказать это прямо».

Лозунг «Отечество в опасности» был в ходу ещё до революции (в частности, во время Первой мировой войны), а первоисточником его является декрет Национального собрания Франции от 11 июля 1792 года, начинавшийся словами «Граждане, Отечество в опасности!» (в оригинале — Citoyens, La Patrie est en danger). Лозунг «Отечество в опасности» был предложен Пьером Верньо, главой жирондистов, в его речи перед Национальным собранием 3 июля 1792 года с призывом граждан к мобилизации и отпору против наступающих на Францию армий Пруссии и Австрии и против зреющей в стране контрреволюции. Для авторов декрета Совнаркома аналогия с положением Советской России в 1918 году была очевидна.